# Secretaría de Estado de Asuntos Exteriores
La Secretaría de Estado de Asuntos Exteriores y Globales (SEAEX) de España es el órgano superior del Ministerio de Asuntos Exteriores, Unión Europea y Cooperación responsable, bajo la dirección del ministro, de la formulación y ejecución de la política exterior en sus planteamientos y objetivos globales, así como en su concreción para las distintas áreas geográficas y temáticas que le corresponden.
En concreto, le compete la coordinación y el seguimiento de la participación de España en la Política Exterior y de Seguridad Común de la Unión Europea, incluida la Política Común de Seguridad y Defensa; la formulación y ejecución de la política exterior correspondiente al sistema de Naciones Unidas, el Consejo de Europa, la Organización para la Seguridad y la Cooperación en Europa y los organismos internacionales; la promoción y la protección de los Derechos Humanos y la aplicación transversal de los Derechos Humanos, incluida la de la igualdad de género en la política exterior; la llevanza de los asuntos internacionales de terrorismo, de seguridad internacional y construcción de la paz, y las operaciones y misiones de paz, la no proliferación de armas de destrucción masiva y el desarme; y la formulación y ejecución de la política exterior de España en las áreas geográficas del Magreb, Mediterráneo y Oriente Próximo; África; y América del Norte, Europa Oriental, Asia y Pacífico.
Es responsable también de la gestión, la coordinación y el seguimiento, en el ámbito de sus competencias, de las contribuciones obligatorias a organismos internacionales y para operaciones de paz. En el ámbito de sus competencias, ejecuta el presupuesto para contribuciones voluntarias a organismos e instituciones internacionales, y otras aportaciones a entidades y para actividades vinculadas a la política exterior.
Finalmente, se encarga del impulso a la aplicación transversal de la Agenda 2030 en la política exterior de España, en estrecha coordinación y sin perjuicio de las competencias del resto de órganos del Ministerio y otros Departamentos ministeriales competentes y de la coordinación de la política migratoria en el ámbito multilateral; en el de la Unión Europea, sin perjuicio de las competencias que correspondan a la Dirección General de Integración y Coordinación de Asuntos Generales de la Unión Europea; y en el de las relaciones bilaterales con otros países; junto con otros departamentos ministeriales competentes en la materia.

## Historia
La SEAEX fue creada en abril de 1979 como un órgano de «competencia general» para ayudar al Ministro en el ejercicio de sus funciones. Esta secretaría de Estado fue creado en un momento en el que España, en plena transición democrática, empezaba a tener un papel más relevante en la política internacional, sobre todo en el ámbito europeo pues aspiraba al ingreso en las Comunidades Europeas. Poco años después, en diciembre de 1982, la SEAEX fue suprimida.
Entre 1985 y 1996, estas funciones de apoyo al Ministro y coordinación de los órganos encargados de la política exterior fueron asumidas por la Secretaría General de Política Exterior, con rango de subsecretaría, y de ella dependían las diversas dirección generales dividas por áreas geográficas.
Las elecciones generales de 1996 propició que el nuevo gobierno salido de las urnas recuperase este órgano superior y lo fusionase con la secretaría de Estado dedicada a la Unión Europea, dando lugar a la Secretaría de Estado de Política Exterior y para la Unión Europea. La denominación original no la recuperaría hasta la segunda legislatura de José María Aznar, perdiendo las competencias sobre los asuntos de la Unión.
En 2004, el nuevo gobierno socialista otorgó a la SEAEX competencias sobre los asuntos iberoamericanos, creando la Secretaría de Estado de Asuntos Exteriores y para Iberoamérica. Estas competencias pertenecían a la Secretaría de Estado de Cooperación Internacional. En 2006 perdió estas competencias en favor de una nueva secretaría de Estado dedicada únicamente a Iberoamérica, pero los recuperó a finales de 2010 bajo la denominación de Secretaría de Estado de Asuntos Exteriores e Iberoamericanos.
Otro cambio de gobierno en 2012 llevó a que el nuevo gobierno devolviese las competencias a la secretaría de Estado de Cooperación Internacional y dejase a la SEAEX con las competencias que le eran propias desde un principio, estructura que se mantiene hoy en día.
En enero de 2020, bajo el mandato de la ministra Arancha González Laya, la SEAEX asumió las competencias sobre Iberoamérica de la anterior Secretaría de Estado de Cooperación Internacional y para Iberoamérica y el Caribe, siendo renombrada como Secretaría de Estado de Asuntos Exteriores y para Iberoamérica y el Caribe. En julio de 2021, el nuevo ministro de Asuntos Exteriores, José Manuel Albares, revirtió esta decisión, otorgando a las competencias sobre Iberoamérica su propia Secretaría de Estado y amplió competencias a la SEAEX en el ámbito migratorio, a través de la Dirección General de Política Exterior.

## Estructura
De la Secretaría de Estado de Asuntos Exteriores dependen los siguientes órganos directivos:
- La Dirección General de Política Exterior y de Seguridad.
  - La Subdirección General de Política Exterior y de Seguridad Común.
  - La Subdirección General de Asuntos Internacionales de Seguridad.
  - La Subdirección General de No Proliferación y Desarme.
  - La Subdirección General de Sanciones y Cooperación Internacional contra el Terrorismo, las Drogas y la Delincuencia Organizada.
  - La Oficina de Asuntos Migratorios.
- La Dirección General de Naciones Unidas, Organismos Internacionales y Derechos Humanos.
  - La Subdirección General de Naciones Unidas.
  - La Subdirección General de Organismos Internacionales.
  - La Oficina de Derechos Humanos.
- La Dirección General para el Magreb, Mediterráneo y Oriente Próximo.
  - La Subdirección General del Magreb.
  - La Subdirección General de Oriente Próximo.
- La Dirección General para África.
  - La Subdirección General para África Occidental.
  - La Subdirección General para África Oriental, Central y Austral.
- La Dirección General para América del Norte, Europa Oriental, Asia y Pacífico.
  - La Subdirección General de Europa Oriental y Asia Central.
  - La Subdirección General de Asia Meridional.
  - La Subdirección General de Asia Oriental.
  - La Subdirección General de Sudeste Asiático, Pacífico y Filipinas.

De las citadas Direcciones Generales dependerán, a su vez, los Embajadores en Misión Especial que se designen en los respectivos ámbitos competenciales.
Como órgano de apoyo político y técnico del titular de la Secretaría de Estado existe un Gabinete, con nivel orgánico de Subdirección General.

## Presupuesto
La Secretaría de Estado de Asuntos Exteriores tiene un presupuesto asignado de 416 949 470 € para el año 2023. De acuerdo con los Presupuestos Generales del Estado de 2023, la SEAEX participa en un único programa:
| N.º Programa                                 | Programa                                     | Dotación      | Ref.   |
| -------------------------------------------- | -------------------------------------------- | ------------- | ------ |
| 142A                                         | Acción del Estado en el exterior             | 416 949 470 € | [ 10 ] |
| Total presupuesto de la Secretaría de Estado | Total presupuesto de la Secretaría de Estado | 416 949 470 € |        |

## Secretarios de Estado
Actualmente, el Secretario de Estado preside el Comité Especializado de No Proliferación. Desde su creación en 1979, trece personas han ocupado esta posición:
- Carlos Robles Piquer (1979-1981)
- Gabriel Mañueco de Lecea (1981-1982)
- Ramón de Miguel y Egea (1996-2000)
- Miquel Nadal Segalá (2000-2002)
- Ramón Gil-Casares (2002-2004)
- Bernardino León (2004-2008)
- Ángel Lossada Torres-Quevedo (2008-2010)
- Juan Pablo de Laiglesia (julio-noviembre de 2010)
- Juan Antonio Yáñez-Barnuevo García (2010-2011)
- Gonzalo de Benito Secades (2011-2014)
- Ignacio Ybáñez Rubio (2014-2017)
- Ildefonso Castro López (2017-2018)
- Fernando Martín Valenzuela Marzo (2018-2020)
- Cristina Gallach Figueras (2020-2021)
- Ángeles Moreno Bau (2021-2023)
- Diego Martínez Belío (2023-presente)[11]